# 허니문 크래셔
《허니문 크래셔》(영어: You, Me And Dupree)는 2006년 미국의 코미디 영화이다. 루소 형제 감독의 연출작으로, 오언 윌슨, 케이트 허드슨, 맷 딜런, 마이클 더글러스가 출연했다.

## 줄거리
몰리 톰슨과 칼 피터슨은 하와이에서 결혼식을 올린다. 칼의 절친이자 들러리인 랜돌프 듀프리가 사라져 그를 찾아 결혼식에 합류한다. 결혼식 전날, 몰리의 아버지이자 칼의 직장 상사인 밥 톰슨은 칼에게 불쾌한 농담을 던지며 불편한 관계를 형성한다. 결혼 후, 칼은 회사에서 승진하지만 밥의 지나친 간섭과 요구에 스트레스를 받는다. 한편, 듀프리는 직장과 집을 잃어 칼과 몰리의 집에 얹혀살게 된다. 듀프리는 엉망진창인 생활 태도로 부부에게 골칫거리가 되고, 몰리는 듀프리에게 소개팅을 시켜주지만 듀프리는 사고를 치고 쫓겨난다.
비가 쏟아지는 날 듀프리가 길에서 쫓겨난 것을 발견한 몰리는 다시 그를 집으로 데려온다. 듀프리는 이전의 잘못을 뉘우치고 집안일을 돕고 아이들과도 잘 지내는 등 달라진 모습을 보인다. 칼은 듀프리와 몰리가 친해진 것에 질투심을 느끼고 듀프리를 다시 내쫓는다. 하지만 밥이 듀프리를 마음에 들어 하자 칼의 질투심은 폭발하고, 듀프리를 폭행하여 몰리에게 쫓겨난다.
듀프리와 몰리는 칼의 아버지 밥의 진심을 확인하고, 듀프리는 칼을 찾아가 몰리에게 돌아가도록 설득한다. 칼은 밥과 화해하고 몰리에게 사과하며 관계를 회복한다. 듀프리는 칼 부부의 관계 회복에 기여한 후, 자신의 경험을 바탕으로 자조적인 내용을 담은 자기계발서를 출판하여 유명 강사가 된다.

## 출연
- 오언 윌슨 - 랜디 듀프리
- 케이트 허드슨 - 몰리 피터슨
- 맷 딜런 - 칼 피터슨
- 마이클 더글러스 - 밥 톰슨
- 세스 로건 - 닐
- 어맨다 데트머 - 애니
- 토드 스태시윅 - 토니
- 빌 헤이더 - 마크
- 랜스 암스트롱 - 본인
- 빌리 가델 - 데이브
- 해리 딘 스탠턴 - 컬리
- 팻 크로퍼드 브라운 - 캐시 이모
- 시드니 S. 리우파우 - 파코

## 제작진
- 미술: 베리 로빈슨
- 의상: 카렌 패치
- 배역: 데보라 아퀼라
- 배역: 메리 트리샤 우드